# Ross-shire
Ross-shire (także Ross, gael. Siorrachd Rois) – hrabstwo historyczne w północnej Szkocji, istniejące do 1890 roku, kiedy to połączone zostało z sąsiednim Cromartyshire w Ross and Cromarty. Współcześnie jego terytorium znajduje się w granicach jednostek administracyjnych Highland i Hebrydy Zewnętrzne. Ośrodkiem administracyjnym hrabstwa było Dingwall.
Hrabstwo położone było pomiędzy zatoką Moray Firth (Morze Północne) na wschodzie a cieśniną The Minch na zachodzie (Ocean Atlantycki). Obejmowało krainy Wester Ross i Easter Ross, a także Lewis, tj. północną część wyspy Lewis and Harris. Na północy graniczyło z hrabstwem Sutherland, na południu z Inverness-shire. Granice hrabstwa były urozmaicone przez liczne enklawy należące do rozczłonkowanego hrabstwa Cromartyshire oraz pojedynczą enklawę należącą do Nairnshire. Było to trzecie pod względem powierzchni hrabstwo Szkocji, w 1884 roku liczące 7534 km², a jednocześnie jedno z najrzadziej zaludnionych. Najwyższą liczbę ludności odnotowano w spisie powszechnym z 1851 roku – 82 707, w 1881 roku zamieszkane było przez 78 547 osób (10 osób/km²).
Gospodarka hrabstwa opierała się na rybołówstwie i rolnictwie. Pod koniec XIX wieku jedyną rozwiniętą gałęzią przemysłu był przemysł alkoholowy (produkcja whisky). Głównymi produktami eksportowymi były bydło, owce, wełna, zboże (szczególnie owies) i ryby (łososie, dorsze, śledzie, morszczuki).